# Cristina Ortiz
Cristina Ortiz, née le 17 avril 1950 à Salvador de Bahia, est une pianiste brésilienne.

## Biographie
Cristina Ortiz naît le 17 avril 1950 à Salvador (Bahia),. 
Elle commence ses études musicales dans son pays natal, au Conservatoire de Rio, avant de s'installer en France, où elle travaille avec Magda Tagliaferro. Après avoir terminé ses études à Paris, elle remporte le premier prix de la troisième édition du Concours international de piano Van Cliburn, en 1969,. Elle poursuit ses études avec Rudolf Serkin à Philadelphie au Curtis Institute of Music, avant de se fixer à Londres à compter de 1973,. 
Comme soliste, Cristina Ortiz s'est produite dans la plupart des grandes salles de concert du monde entier et a notamment été invitée par l'Orchestre philharmonique de Berlin, l'Orchestre philharmonique de Vienne, l'Orchestre royal du Concertgebouw d'Amsterdam, l'Orchestre de Philadelphie, l'Orchestre de Cleveland, l'Orchestre symphonique de Chicago et l'Orchestre symphonique de l'État de São Paulo,.
Comme chambriste, elle joue avec des artistes tels que Boris Belkin, Uto Ughi, Antonio Meneses, Dimitri Ashkenazy (en), le quatuor Chilingirian et le Quintette à vent de Prague.
Elle a enregistré pour EMI, Decca, BIS, Collins Classics, Intrada et Naxos, et a donné des classes de maître au Royal College of Music de Londres et à la Juilliard School de New York,.